# Javier Fernández de los Ríos
Francisco Javier Fernández de los Ríos Torres (Sevilla, 16 de septiembre de 1972) es un político español del Partido Socialista Obrero Español, alcalde de su localidad natal, presidente de la Diputación Provincial de Sevilla y secretario del PSOE de Sevilla. Es el alcalde que más tiempo lleva en el Consistorio, desde el 16 de junio de 2007. 

## Biografía
Esta Casado y es padre de dos hijos. Diplomado en Ciencias Empresariales por la Universidad de Sevilla, comenzó como concejal del Ayuntamiento de La Rinconada, cargó que ha ocupado desde 1995 a 2007. El 16 de junio de dicho año es elegido alcalde tras la sucesión de Enrique Abad.
También ha formado parte de la Dirección de su organización política en el ámbito local, provincial, federal y actualmente regional.
El 13 de noviembre de 2021 es elegido secretario general del PSOE de Sevilla. En 2023 es elegido presidente de la Diputación Provincial de Sevilla, cargo que ocupa desde el 7 de julio.
Actualmente es Presidente del Patronato de Deportes, Patronato Municipal de Personas con Discapacidad y de la Sociedad Municipal Soderín Veintiuno Desarrollo y Vivienda, S.A.U